# Sile
Il Sile (Sil /'sil/ o Siłe /'siːe/ in veneto) è un fiume di risorgiva del Veneto.

## Percorso
Nasce da varie risorgive distribuite tra Casacorba di Vedelago (TV) e Torreselle di Piombino Dese (PD); il fontanasso dea Coa Longa, considerato la sorgente principale, si trova nel territorio di quest'ultima.
Scorre con una certa sinuosità da ovest verso est e, una volta bagnato il capoluogo della Marca, piega in direzione sud-est verso la Laguna.
Un tempo sfociava a Portegrandi di Quarto d'Altino, ma a fine Seicento la Serenissima ne deviò il corso tramite il canale Taglio del Sile, che ne trasferisce le acque sul vecchio letto del Piave, a sua volta deviato più ad est (per cui l'ultimo tratto viene detto anche Piave Vecchia). Sfocia infine nel mare Adriatico, andando a dividere il Lido di Jesolo dal Litorale del Cavallino (porto di Piave Vecchia).
A Portegrandi, comunque, il vecchio corso è ancora seguito da una diramazione, detta Silone, che dà accesso alla Laguna (il traffico nautico è regolato da chiuse). Il Silone procede tra le paludi ed è prolungato dal canale dei Borgognoni-canale di Burano, il quale conduce al canale di Treporti e, infine, al porto del Lido.
L'intero corso è protetto dal Parco naturale regionale del Fiume Sile, mentre il suo bacino idrografico è suddiviso tra il Consorzio di bonifica Piave e Acque Risorgive.

### Caratteri tecnici
- Superficie: 4152 ettari compresa all'interno di 11 territori comunali distribuiti nelle province di Padova, Treviso e Venezia;
- Lunghezza: 90,49 km;
- Larghezza max: 60 m;
- Portata (a medio corso): min 40 m³/s, med 65 m³/s, max 90 m³/s;
- Velocità: 2 m/s;
- Temperatura dell'acqua: invernale + 9/10 °C, estiva + 16/17 °C;
- Bacino idrografico: 628 km²;
- Affluenti di destra: Piovega, Dosson, Bigonzo, Serva;
- Affluenti di sinistra: Corbetta, canale di Gronda, Cerca, Botteniga, Limbraga, Storga, Melma, Nerbon, Musestre;
- Foce: naturale, nella Laguna di Venezia

## Storia
(Dante Alighieri, Paradiso IX, 49-51)
Il corso d'acqua è citato per la prima volta nel terzo libro della Naturalis historia di Plinio il Vecchio (Silis); qualche secolo dopo compare nella Cosmografia ravennate (Sile). Secondo Bartolomeo Burchiellati, l'idronimo deriva dal latino silens "silenzioso", in riferimento alle acque tranquille del fiume. Studi più recenti lo avvicinano a un probabile termine prelatino (*sila) con il significato di "canale", o altrimenti alla radice indoeuropea *sel- "sprizzare", "scaturire".
La stessa testimonianza di Plinio indica che il Sile discendeva ex montibus tarvisanis, mentre oggi scorre esclusivamente in pianura. Questo fa pensare a una differente situazione idrogelogica in età antica; la maggior parte delle ipotesi ritiene che il Piave, superate le Prealpi, si dividesse in più rami e che uno di questi si gettasse nel Sile costituendo un unico sistema fluviale.
Come riportato da Marco Cornaro, Savio alle Acque vissuto nel Quattrocento, all'epoca il fiume sfociava in laguna nella zona a sud di Altino, con un ampio estuario costituito da sette rami detti, rispettivamente, Dolce (o Silone), Duxia, Manco, Dumorso, Follinico, Siletto e Siloncello. Di questi sussistono il Silone, Siloncello e il Siletto; altri letti sono scomparsi o vennero occupati da altri fiumi (come il Dese).
Tra il 1680 e il 1684, al fine di allontanare il Sile dalla laguna impedendo così l'avanzamento delle terre emerse, fu scavato il Taglio del Sile, un canale che ne convoglia le acque nel vecchio alveo del Piave all'altezza di Caposile. L'opera diede i risultati sperati (l'area barenicola tornò ad espandersi fino alla situazione odierna) ma, d'altro canto, ebbe conseguenze devastanti per l'entroterra, specialmente per il territorio compreso tra il Taglio e il canale Fossetta, che scorre poco più a nordovest in senso inverso. Essendo infatti più bassa del canale, la pianura retrostante divenne frequentemente soggetta ad allagamenti e impaludamenti. Gli interventi risolutivi furono effettuati solo dalla seconda metà dell'Ottocento, con l'innalzamento dell'argine sinistro del Taglio (l'argine destro era già stato completato in epoca veneziana) e la realizzazione della botte Lanzoni, una botte sifone che permise l'immissione in laguna delle acque di Vallio, Meolo e di vari scoli facendole passare al di sotto del Taglio.
L'intervento definitivo, che risolse gli ultimi problemi di allagamento che persistevano a Ca' Tron e Marteggia, fu la realizzazione dell'idrovora di Portesine negli anni 1930, collocata a monte della conca di Portegrandi nel punto in cui la Fossetta sfocia nel Sile.

## Mulini
Il Sile e alcuni suoi affluenti, per la loro portata costante, sono sempre stati ideali per l'insediamento di mulini. Ancora nel XIX secolo nella sola Treviso se ne contavano sessantuno. Attualmente nessun mulino sfrutta più le acque del fiume, ma molti sopravvivono come pregevoli esempi di archeologia industriale.

## Galleria d'immagini

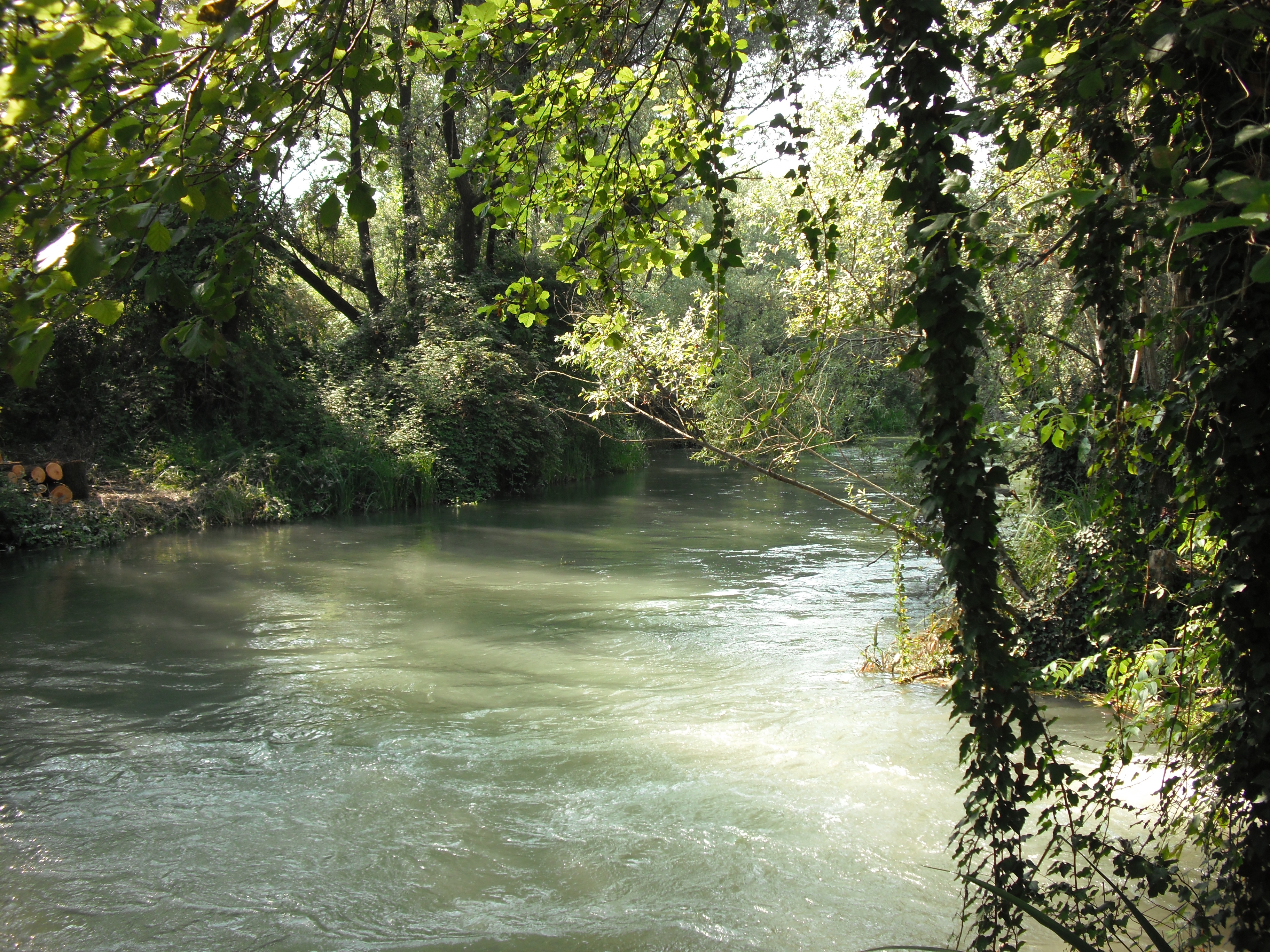
Il fiume presso Santa Cristina di Quinto di Treviso.
Il Sile a Treviso visto dal ponte San Martino.
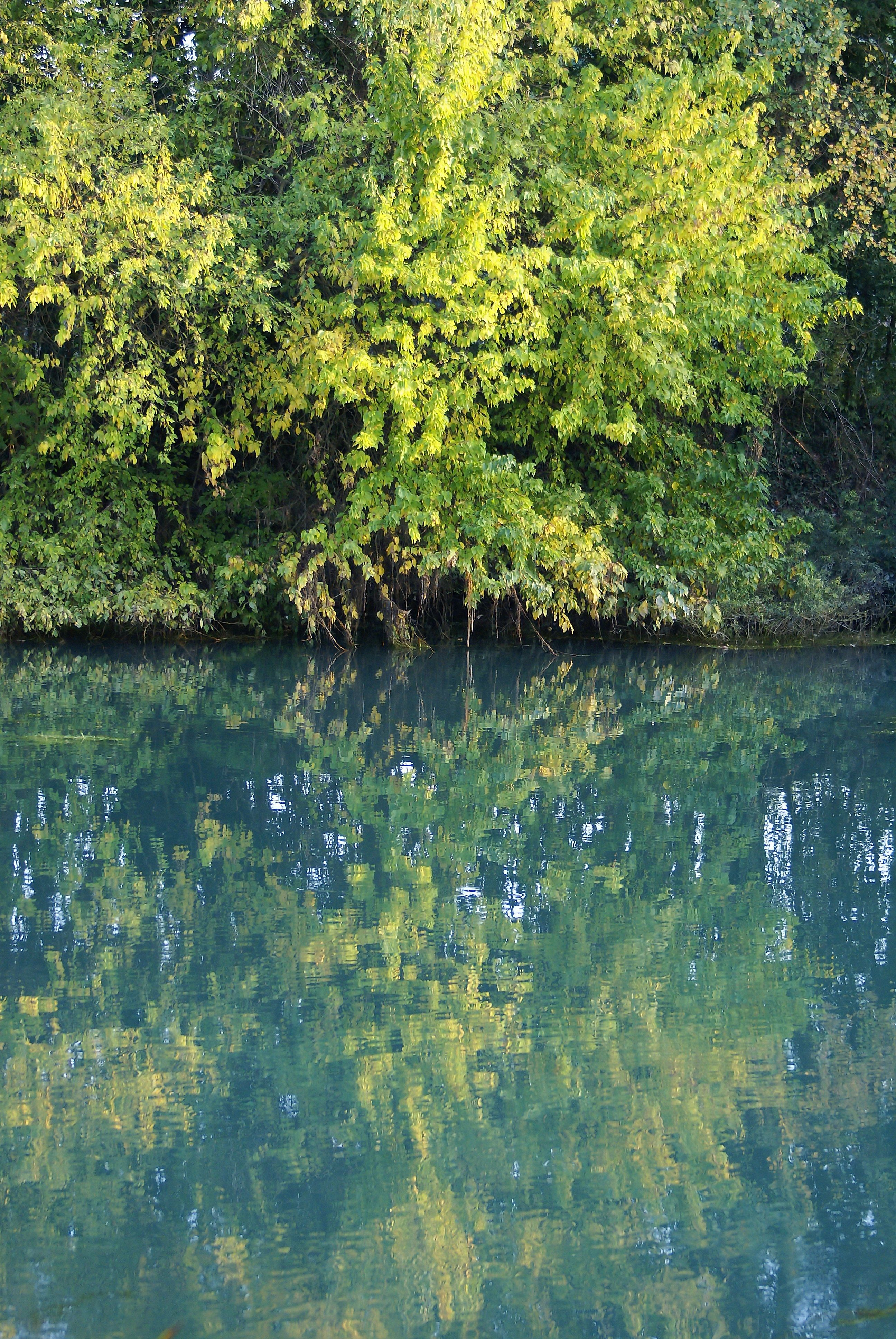
Il Sile a Casier.
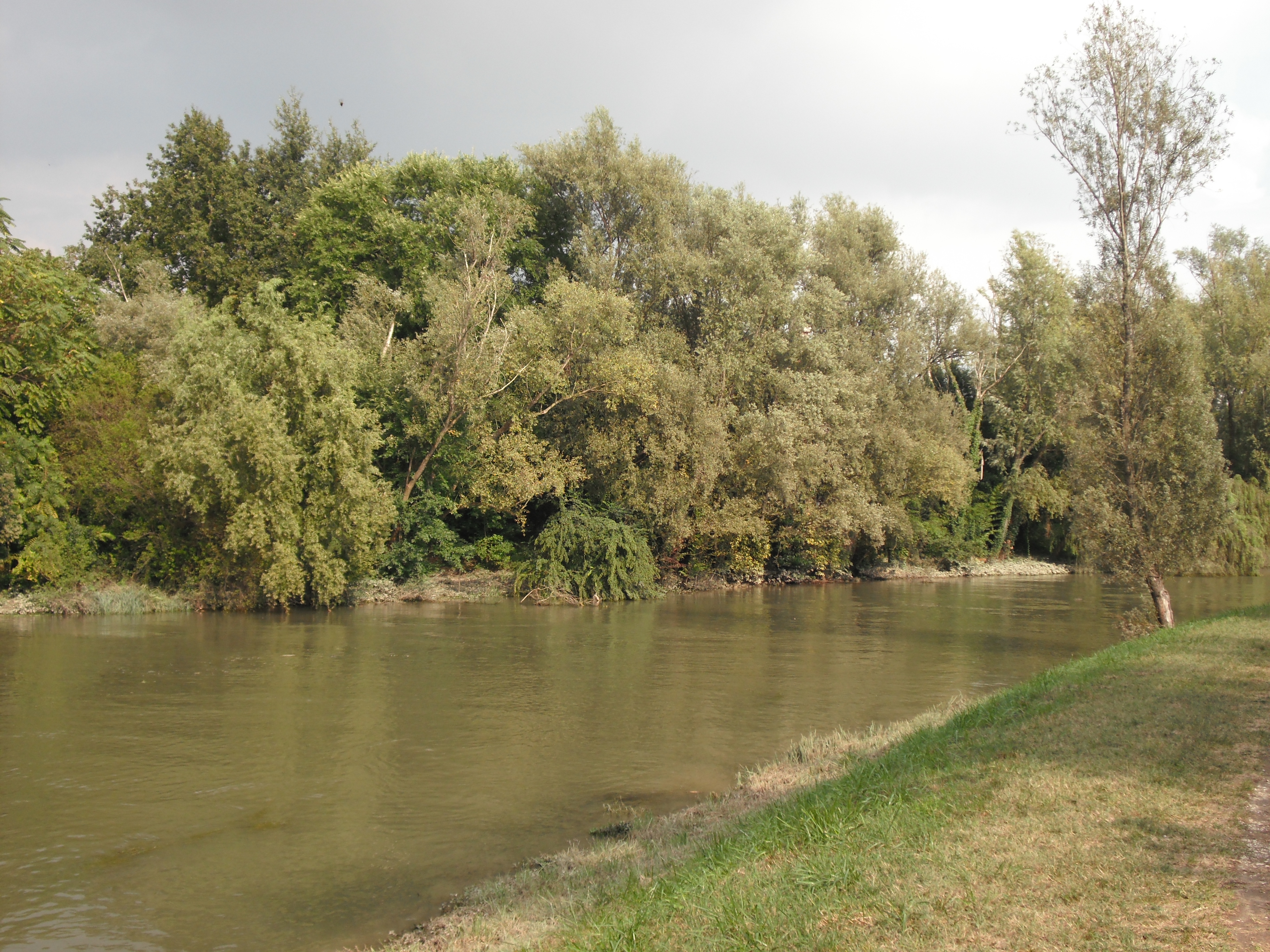
Il Sile durante una piena a Quarto d'Altino.
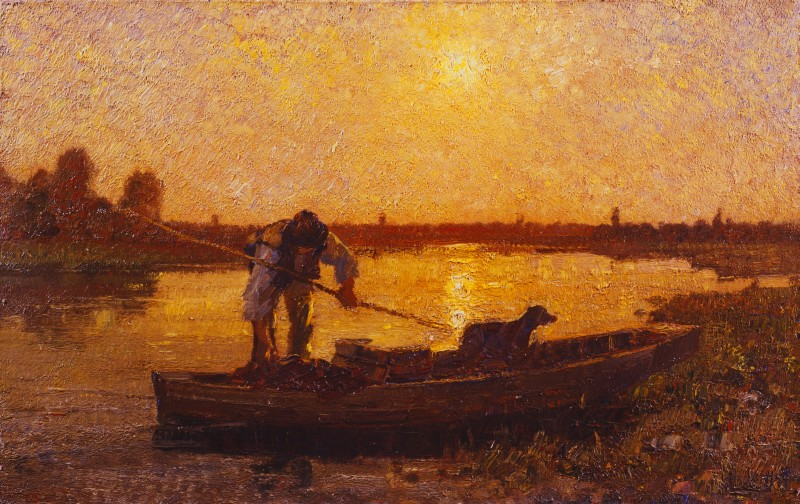
Beppe Ciardi, Sera sul Sile
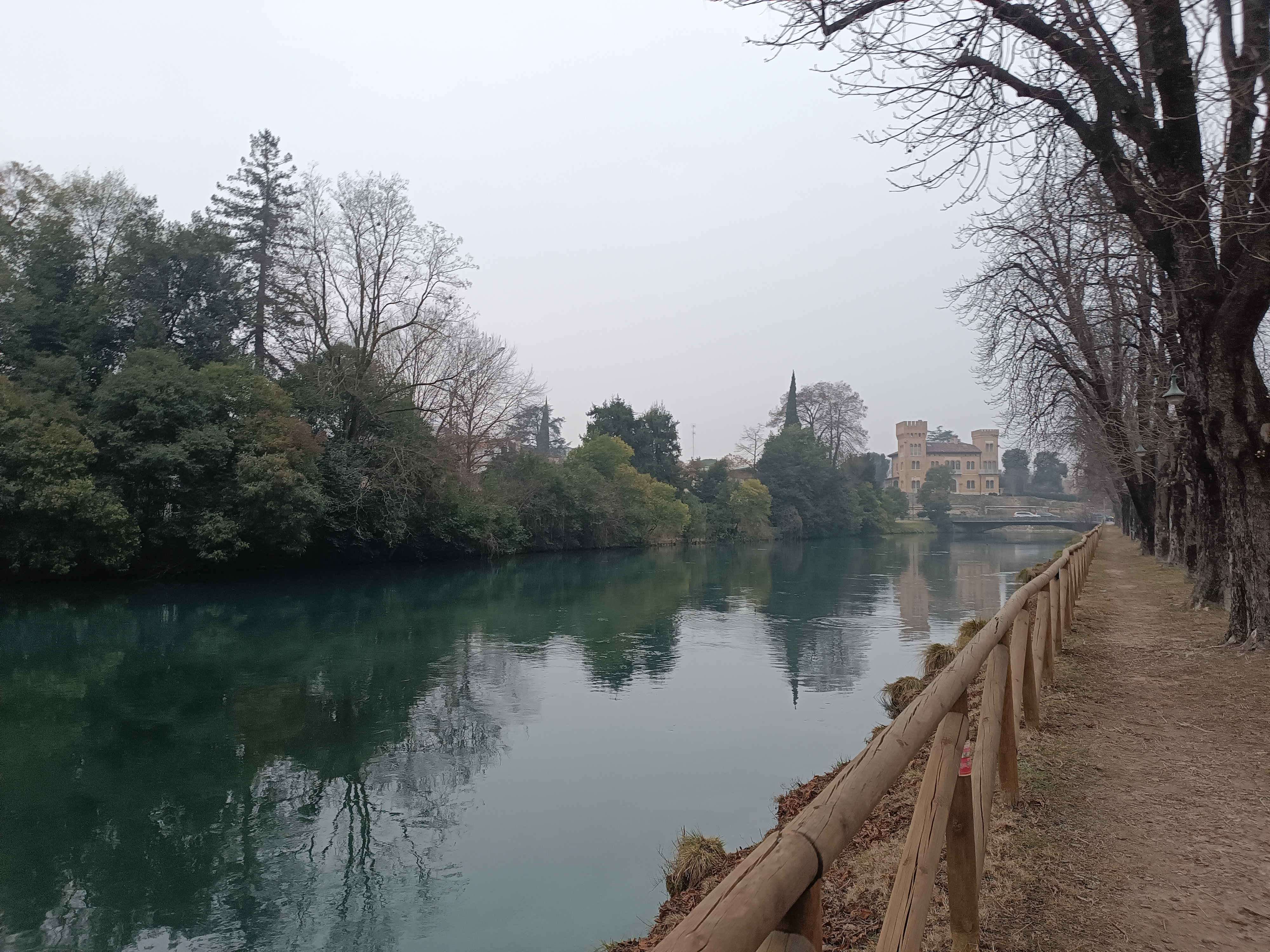
Il Sile a Treviso lungo viale Jacopo Tasso.